# Cantó de Bourbon-l'Archambault
El cantó de Bourbon-l'Archambault és un cantó francès del departament de l'Alier, situat al districte de Molins. Té 8 municipis i el cap és Bourbon-l'Archambault.

## Municipis
- Bourbon-l'Archambault
- Buxières-les-Mines
- Franchesse
- Saint-Aubin-le-Monial
- Saint-Hilaire
- Saint-Plaisir
- Vieure
- Ygrande

## Història
| Data d'elecció                           | Identitat     | Partit | Qualitat |
| ---------------------------------------- | ------------- | ------ | -------- |
| 1945-1961                                | Alexis Gaume  | PCF    |          |
| 1961-1985                                | Roger Berthon | PCF    |          |
| 1985-2003                                | Robert Chaput | PCF    |          |
| 2003-                                    | Gilles Mazuel | PCF    |          |
| les dades anteriors no són pas conegudes |               |        |          |
|                                          |               |        |          |

## Demografia
| 1962  | 1968  | 1975  | 1982  | 1990  | 1999  | 2007  |
| ----- | ----- | ----- | ----- | ----- | ----- | ----- |
| 7.625 | 8.401 | 7.317 | 7.092 | 6.979 | 6.532 | 6.384 |